# Corde della mia chitarra
«Corde della mia chitarra» —en español: «Cuerdas de mi guitarra»— es una canción compuesta por Mario Ruccione e interpretada en italiano por Nunzio Gallo. Participó en el Festival de San Remo en 1957, declarándose ganadora y siendo así elegida para representar a Italia en el Festival de la Canción de Eurovisión 1957.

## Festival de Eurovisión

### Festival de la Canción San Remo 1957
Esta canción participó en el Festival de San Remo, celebrado del 7 al 9 de febrero ese año. Fue interpretada por Gallo y Claudio Villa. Finalmente, la canción quedó en primer lugar de 10 con 63 puntos.

### Festival de la Canción de Eurovisión 1957
Esta canción fue la representación italiana en el Festival de la Canción de Eurovisión 1957. La orquesta fue dirigida por Armando Trovaioli.
La canción fue interpretada cuarta en la noche del 3 de marzo de 1957, seguida por Austria con Bob Martin interpretando «Wohin, kleines Pony?» y precedida por Reino Unido con Patricia Bredin interpretando «All». Al final de las votaciones, la canción había recibido 7 puntos, quedando en 6º puesto de un total de 10.
Fue sucedida como representación italiana en el Festival de 1958 por Domenico Modugno con «Nel blu dipinto di blu».
Esta canción tiene la distinción de ser la canción más larga en la historia del Festival. El escritor John Kennedy O'Connor la describe como «más de cinco minutos de largo» en su trabajo del Festival, y Des Mangan la registra como «5 minutos y 9 segundos», además de sugerir que el oyente «habría tenido mejores usos para las cuerdas de su guitarra». Tras este Festival, la regla de la duración de las canciones fue estrechada, primero exigiendo no más de 3,5 minutos y más tarde 3 minutos exactos, con ambos autores de acuerdo en que el cambio se hizo debido a la duración de la canción. En la edición de 2007 de John Kennedy O'Connor The Eurovision Song Contest - The official History, la canción está registrada como la más larga en la historia del Festival, irónicamente siendo interpretada tras la canción oficialmente más corta (hasta 2015).

## Letra
La canción es del estilo chanson, popular en los primeros años del Festival de Eurovisión. En esta, Gallo canta sus pensamientos variados al ver a una examante y dándose cuenta de que ya no está interesada en él. Le pregunta a las cuerdas de su guitarra a tocar canciones para él solo, ya que la mujer ya no tiene ningún interés en su música.